# Avas, Miskolc

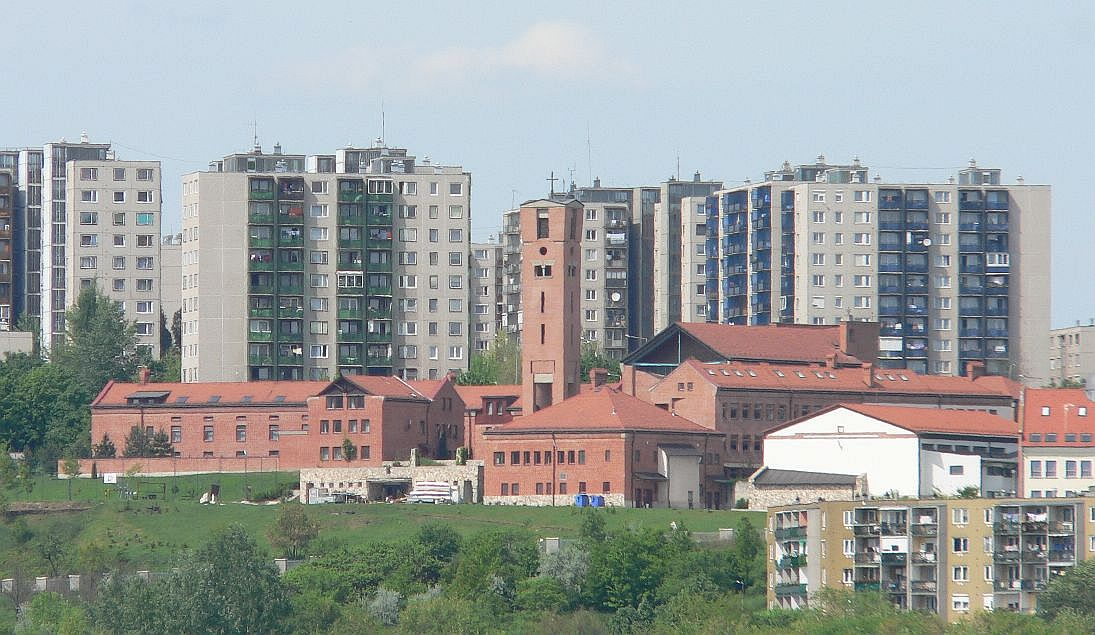
Bostadskvarter i Avas, Miskolc

Avas är en kulle med vulkanisk grund i Miskolc, Ungern. Den högsta punkten på 234 meter är även den högsta i staden. På toppen finns ett utkikstorn (även TV-torn) på staden, vilket är en symbol för staden och ger en bra utsikt över Miskolc.
Namnet på kullen är ett uråldrigt namn för det ungerska ordet förbjuden. Namnet har den fått eftersom det var förbjudet för fårskötare att låta sina får beta i området på grund av att de gamla vinkällarna kunde störta in.
Under det tidiga 1900-talet fann man många föremål från den förhistoriska tiden, vilket bevisar att människor från den neolitiska tiden levde här. 
Vid Avas finns det kalkstensgrottor som förr användes av förhistoriska män. Idag används kalkstensgrottorna som vinkällare. På den norra delen av kullen, nära Erzsébetplatsen, finns Gotiska protestantkyrkan i Avas, den äldsta byggnaden i Miskolc i själva staden (den äldre är Slottet i Diósgyőr) och dess klockstapel från 1500-talet.
TV-tornet på Avas är 72 meter högt och byggdes 1963. Det förra tornet var byggt i trä och designat av Bálint Szeghalmi, vilken även designade Deszkatemplom (Träkyrkan) i Miskolc. TV-tornet i trä blev dock förstört av sovjetiska soldater under Ungernrevolten 1956.
Den södra delen av Avas, även kallad Avas-södra, är där de största husen i staden ligger, med tiovåningshus i socialiststil och hem för omkring en tredjedel av stadens invånare.